# Veterinærsygehjælper
|  | Denne artikel handler om den veterinære (dyrerelaterede) sygehjælper. For andre betydninger, se Sygehjælper (flertydig). |

En veterinærsygehjælper eller dyresygehjælper (også kaldet en veterinærtekniker eller dyretekniker) er en veterinærsundhedsuddannet sygehjælper inden for veterinærsygepleje og veterinærsundhedspleje af dyr (herunder kæledyr).
Den engelske betegnelse for veterinærsygehjælper er veterinary technician assistant ("veterinærteknisk assistent") eller veterinary nurse assistant ("veterinærsygeplejeassistent").

## Veterinærsygehjælperens erhverv
Størstedelen af veterinærsygehjælperne arbejder som veterinærteknikere og er således en del af det tekniske veterinærsygeplejepersonale på dyreklinikker og dyrehospitaler, hvor de – i samarbejde med eller under opsyn af veterinærsygeplejersker – fungerer som sekretærer, udfører basale sygepleje- og sundhedsplejeopgaver på dyr samt assisterer og bistår dyrlæger i forbindelse med undersøgelser, behandlinger, operationer og lignende.
Der er også nogle dyresygehjælpere ansat på Det Biovidenskabelige Fakultet ved Københavns Universitet.
Visse veterinærsygehjælpere arbejder endvidere som salgskonsulenter, der tager rundt på dyreklinikker og dyrehospitaler for at sælge foder samt diverse dyreartikler og -varer.
Andre dyresygehjælpere er selvstændige med egen klinik, hundesalon, kattepension eller lignende, hvor de f.eks. tilbyder feriepasning, træning eller forplejning af kæledyr.

## Uddannelsen til veterinærsygehjælper
Uddannelsen til veterinærsygehjælper er en teknisk-praktisk erhvervsuddannelse (EUD), der varer 1 år og 11 måneder og som kan påbegyndes direkte efter folkeskolens afslutning i 9. klasse. Man skal selv finde sig en læreplads. Langt størstedelen af uddannelsen foregår på den dyreklinik eller det dyrehospital, hvor man er i lære.
Udover selve mesterlæren er der undervejs i både veterinærsygehjælper- og veterinærsygeplejeuddannelserne ilagt to kortere skoleperioder, som foregår på den tekniske skole i Kolding (Center for ErhvervsUddannelse – CEU Kolding), hvor også dyrepasseruddannelsen udbydes.
Veterinærsygehjælperelever modtager ca. 8.000,- kr. i elevløn pr. måned under uddannelsen. Hvert år bliver der optaget omkring 100 dyresygehjælperelever på uddannelsen, hvoraf 98 procent er kvinder og 2 procent mænd.

## Videreuddannelsen til veterinærsygeplejerske
Udlærte veterinærsygehjælpere kan videreuddanne sig ved at blive optaget på veterinærsygeplejeuddannelsen, som varer 1 år og 3 måneder.

## Professionens historie og udvikling
Uddannelserne til dyresygehjælper og dyresygeplejerske så første gang dagens lys i Danmark i begyndelsen af 1960'erne, hvor Emdrup Dyrehospital og Dyrenes Beskyttelse i samarbejde startede et privat læreforløb.
I 1973 blev uddannelsesforløbet overtaget af Den Danske Dyrlægeforening, hvor eleverne begyndte af modtage fast undervisning i form af et ugentligt aftenskolekursus.
Efter tyve år (i 1993) aftalte Den Danske Dyrlægeforening og Dansk Funktionærforbund, at uddannelserne blev flyttet til den nuværende uddannelsesinstitution – Kolding Tekniske Skole (CEU Kolding).

## Veterinærsygehjælpernes fagforening og autorisationsforhold
Veterinærsygehjælperne er samlet i fagforeningen Veterinærsygeplejerskernes Landsklub, som hører under Dansk Funktionærforbund og er medlem af LO.
I Danmark findes der omkring 400 veterinærsygehjælpere. For at kunne arbejde som veterinærsygehjælper i Danmark kræves en gyldig autorisation, som udstedes af Fødevarestyrelsen.

## Eksterne kilder, links og henvisninger
- UddannelsesGuidens information om uddannelsen som veterinærsygehjælper Arkiveret 13. oktober 2007 hos  Wayback Machine
- UddannelsesGuidens information om arbejdet som veterinærsygehjælper Arkiveret 13. oktober 2007 hos  Wayback Machine
- Veterinærsygeplejerskernes Landsklub
- Undervisningsministeriets bekendtgørelse af 24. januar 2006 om veterinærsygehjælperuddannelsen
- CEU Koldings information om veterinærsygehjælperuddannelsen (1) Arkiveret 28. september 2007 hos  Wayback Machine
- CEU Koldings information om veterinærsygehjælperuddannelsen (2) (Webside ikke længere tilgængelig)
- Undervisningsministeriets bekendtgørelse af 29. februar 2008 om veterinærsygehjælperuddannelsen (bilag 8)
- Familie- og Forbrugerministeriets bekendtgørelse af 4. oktober 2007 om autorisation af veterinære teknikere
- EUD-info.dk's information om veterinærsygehjælperuddannelsen Arkiveret 6. november 2007 hos  Wayback Machine
- Ti år med veterinærsygeplejersker, artikel i Dansk Veterinærtidsskrift af 1. december 2003 (Webside ikke længere tilgængelig)